# Evans-Firnfeld
Das Evans-Firnfeld ist ein großes Firnfeld im nördlichen Viktorialand, das unter weiteren den Tucker-, den Mariner-, den Aviator-, den Rennick- und den Lillie-Gletscher speist. 
Die Nordgruppe einer von 1963 bis 1964 durchgeführten Kampagne im Rahmen der New Zealand Geological Survey Antarctic Expedition benannte es nach Petty Officer Edgar Evans (1876–1912), einem Teilnehmer der Terra-Nova-Expedition (1910–1913) unter der Leitung des britischen Polarforschers Robert Falcon Scott. Evans kam wie später auch Scott und drei weitere Begleiter bei dieser Expedition auf dem Rückmarsch vom geografischen Südpol ums Leben. 